# Miss Rwanda

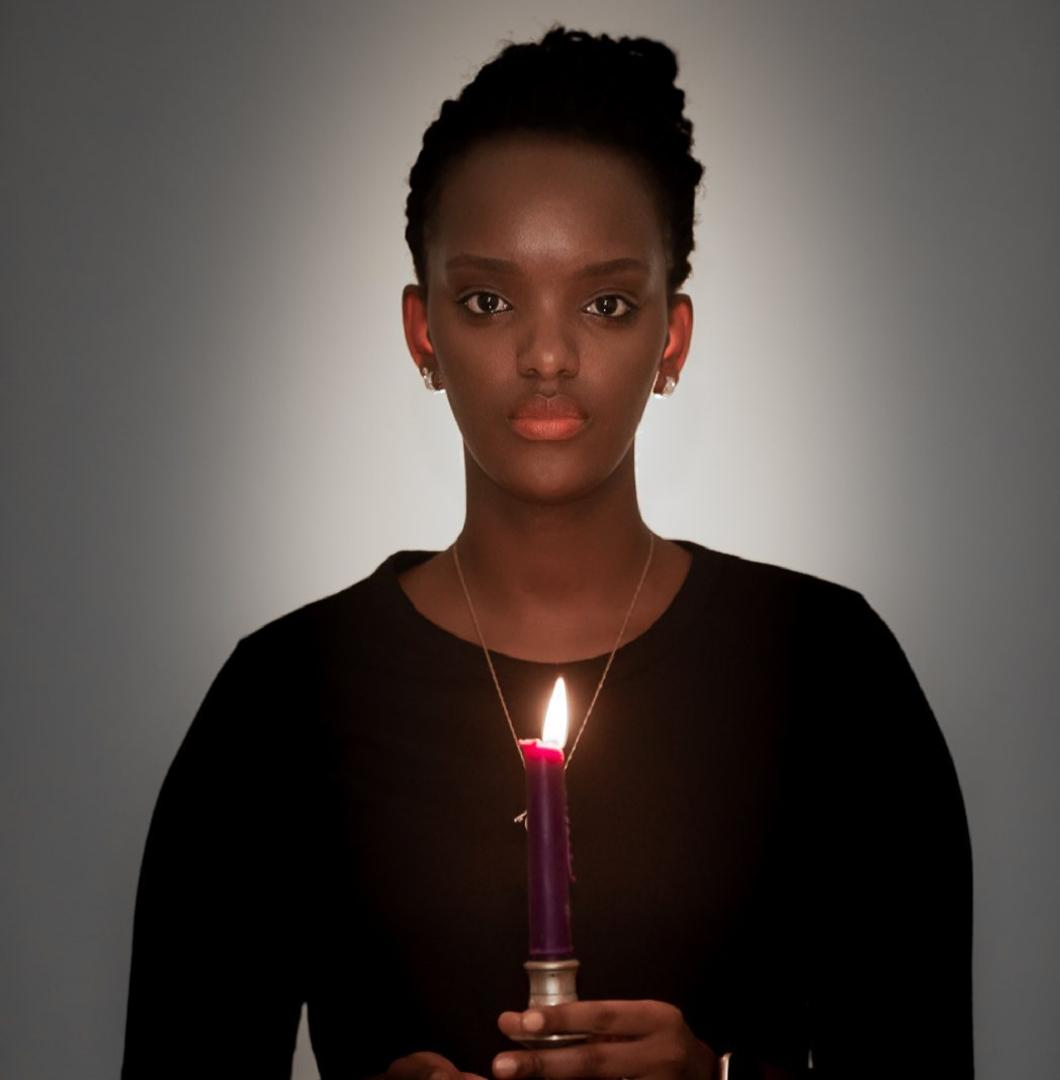
Aurore Kayibanda; Miss Rwanda 2012

Miss Rwanda est un concours de beauté féminine destiné aux jeunes femmes habitantes et de nationalité rwandaise, âgées de 18 à 25 ans.

## Lauréates
| Année | Nom                | Province représentée | Notes |
| ----- | ------------------ | -------------------- | --- |
| 1991  | Nubuhoro Jeanne    | Kigali               | |
| 1994  | Delila Uwera       | Kigali               | |
| 2009  | Grace Bahati       | Province du Sud      | |
| 2012  | Aurore Kayiranga   | Province du Sud      | Elle a été couronnée Miss FESPAM 2013 au concours et remporte le titre de Miss FESPAM. Elle devient la première rwandaise à remporter le titre. Elle a aussi représenté le Rwanda cette année-là au concours Miss Supranational 2013 mais elle ne décroche aucune place en demi-finale. Elle a été élue 3e dauphine au concours Miss Fashion Beauty Universal 2014. |
| 2014  | Colombe Akiwacu    | Province de l'Est    | |
| 2015  | Doriane Kundwa     | Province du Nord     | |
| 2016  | Jolly Mutesi       | Kigali               | |
| 2017  | Elsa Iradukunda    | Province de l'Ouest  | |
| 2018  | Liliane Iradukunda | Province de l'Ouest  | |
| 2019  | Meghan Nimwiza     | Kigali               | |
| 2020  | Naomie Nishimwe    | Kigali               | |
| 2021  | Grace Ingabire     | Kigali               | |

## Palmarès par province
| Titres | Province            | Année(s)                           |
| ------ | ------------------- | ---------------------------------- |
| 6      | Kigali              | 1991, 1994, 2016, 2019, 2020, 2021 |
| 2      | Province de l'Ouest | 2017, 2018                         |
| 2      | Province du Sud     | 2009, 2012                         |
| 1      | Province du Nord    | 2015                               |
| 1      | Province de l'Est   | 2014                               |